# Scopula elyra
Scopula elyra là một loài bướm đêm trong họ Geometridae.